# Guilherme Hamacek
Guilherme Carvalho Hamacek (São Paulo, 30 de abril de 1993) é um ator e músico brasileiro.

## Biografia
Nasceu em São Paulo, mas com apenas 10 meses de vida se mudou com o seu pai para a cidade de Santa Luzia, região metropolitana de Belo Horizonte, no estado de Minas Gerais, um dos motivos da mudança foi por conta do falecimento da sua mãe.

## Carreira
Aos 16 anos, decidiu se tornar ator e estudou teatro em Belo Horizonte por um bom tempo, mas acabou entrando no curso de Jornalismo. Escolheu comunicação para criar uma boa base de informações que pudesse lhe ajudar na carreira cênica. Porém, o quinto período da graduação foi interrompido quando recebeu a notícia de que havia passado na última fase de teste para vigésima segunda temporada de Malhação denominada Malhação Sonhos.
Entre 2014 e 2015, na trama ele foi um dos protagonistas, interpretando o nerd João Spinelli, um menino viciado em games, tímido e introspectivo, que não tinha sorte no amor e se ressentia por ter sido deixado pelo pai, René (Mario Frias) ainda bebê. Ao longo da trama, o que se viu foi uma evolução do personagem, que se encontrou no teatro. Em 2015, fez sua estréia em uma grande peça de teatro chamada Zero De Conduta, comédia dramática escrita por Zeno Wilde e dirigida por Marcelo Faria.
Em 2016, participou do último episódio da série Segredos de Justiça como o adolescente apaixonado e desiludido João, no episódio "Papai Noel Não Existe" ele contracenou com Tonico Pereira, Glória Pires e Anajú Dorigon, que foi sua colega de elenco em Malhação. No mesmo ano, foi contratado pela Record e viveu o soldado judeu Saulo na primeira fase da novela Apocalipse. Em 2017, fez sua estréia no cinema interpretando Felipe no longa-metragem Gostosas, Lindas & Sexies, no qual contracena com Mariana Xavier.
Em 2018, retornou a Rede Globo e interpretou Vitor na novela das 6 Espelho da Vida, na trama ele era filho de Américo (Filipe Camargo), irmão de Jadson (Otávio Cardozo) e meio-irmão de Cristina (Vitória Strada), a protagonista da novela.
Em 2020 volta as novelas em Amor de Mãe, onde intepreta Benjamin, filho do ambientalista Davi, personagem de Vladimir Brichta, onde irá ficar do lado de Álvaro para tentar destruir o pai.

## Vida pessoal
Em agosto de 2017, assumiu namoro com a produtora Roberta Campos, com quem foi morar junto um ano depois.

## Filmografia

### Televisão
| Ano     | Título              | Personagem           | Nota                              |
| ------- | ------------------- | -------------------- | --------------------------------- |
| 2014–15 | Malhação Sonhos     | João Spinelli França | Temporada 22                      |
| 2016    | Segredos de Justiça | João                 | Episódio: "Papai Noel Não Existe" |
| 2017    | Apocalipse          | Saulo Gudman (jovem) | Episódios: "21–30 de novembro"    |
| 2018    | Espelho da Vida     | Vitor Valência       |                                   |
| 2020    | Amor de Mãe         | Benjamin Moretti     |                                   |
| 2021    | Dom                 | Carlinhos            | Episódio: "Aprisionado"           |
| 2023    | Os Outros           | Kleber               |                                   |
| 2024    | Odeka               |                      |                                   |

### Cinema
| Ano  | Título                    | Personagem | Notas          |
| ---- | ------------------------- | ---------- | -------------- |
| 2013 | Ou Tarde Demais           | Guto       | Curta-metragem |
| 2017 | Gostosas, Lindas & Sexies | Felipe     |                |
| 2019 | Amanda                    | Miguel     |                |

## Teatro
| Ano     | Título                   |
| ------- | ------------------------ |
| 2012    | O Despertar da Primavera |
| 2013    | Entre Atos               |
| 2015    | Zero de Conduta          |
| 2016    | Sempre Amigos            |
| 2017    | Léo e Bia                |
| 2018–19 | Arraial das Lobas        |
| 2024    | Monólogo a Dois          |

## Premiações
| Ano  | Associações           | Categoria                           | Nomeações       | Resultado | Ref.   |
| ---- | --------------------- | ----------------------------------- | --------------- | --------- | ------ |
| 2015 | Troféu Internet       | Revelação                           | Malhação Sonhos | Indicado  | [ 30 ] |
| 2015 | Prêmio Notícias de TV | Ator Revelação                      | Malhação Sonhos | Venceu    | [ 31 ] |
| 2020 | Prêmio Notícias de TV | Melhor Ator (Participação Especial) | Amor de Mãe     | Indicado  | [ 32 ] |
| 2021 | Prêmio Notícias de TV | Melhor Ator (Participação Especial) | Dom             | Indicado  | [ 33 ] |